# Östersunds OK
Östersunds OK, grundad 1971, är Jämtlands största orienteringsklubb med cirka 500 medlemmar vilket också gör den till en av de större i Sverige. Klubben arrangerar tävlingar som Älgjakten och Loffelunken, där cirka 500 personer deltar varje år. Klubben har klubbstuga i Rannåsen (Rannåsenstugan) och är aktiv inom orientering, skidorientering och mountainbikeorientering med flera Vm guld i både skidorientering och mountainbikeorientering.